# Еоудон
Еоудон (кор. 어우동, Eoudong; 1430? — 18 жовтня 1480) та еоельвудон (кор. 어을우동, eoelwudong) — корейська поетеса, письменниця, художниця, мислителька, танцюристка 15-го століття Кореї.
Еоудон належала до дворянської родини династії Чосон. Вона вийшла заміж за Ідуна, принца Теганга (태강수 이동, 泰 江 守 李 仝), правнука Чосон Теджонга. Її змусили розлучитися з ним через звинувачення в перелюбі, а згодом вона стала поетесою, письменницею, художницею і танцівницею. Вона відзначилася своєю винятковою красою, танцями, спритністю та чарівністю та надзвичайним інтелектом.
Попри те, що сьогодні існує лише декілька творів сидзо (форматований вірш, що використовується в Кореї), та творів геомунго, вони, проте, демонструють майстерність слів та музичне оформлення. Ці вірші натякають на трагедію її втрачених кохань. Деякі з них також є відгуками на численні відомі класичні китайські вірші та літературу.

## У культурі
- «Eoudong» 1985 року.
- У фільмі 1987 року «Йова Еолулудон».
- У серіалі SBS «Король і я» виходив у 2007—2008 роках.
- У фільмі 2015 року «Квітка без господаря».